# Arida (district)
Arida (有田郡, Arida-gun) is een district van de prefectuur Wakayama in Japan.
Op 1 maart 2008 had het district een geschatte bevolking van 50.367 inwoners en een bevolkingsdichtheid van 115 inwoners per km². De totale oppervlakte bedraagt 437,88 km².

## Gemeenten
- Aridagawa (Vroeger Kanaya, Kibi en Shimizu)
- Hirogawa
- Yuasa

Steden:
Arida · Gobo · Hashimoto · Iwade · Kainan · Kinokawa · Shingu · Tanabe · Wakayama (hoofdstad)

Districten:
Arida · Hidaka · Higashimuro · Ito · Kaiso · Nishimuro
Gemeenten per district